# College of the Holy Cross (Worcester)
Le College of the Holy Cross ou Holy Cross (Sainte-Croix) est une université jésuite privée sise à Worcester (Massachusetts) et préparant au cycle prégradué. 

## Histoire
Fondée en 1843 par Mgr Fenwick, évêque de Boston, il s'agit de l'université catholique la plus ancienne de Nouvelle-Angleterre et sa première université jésuite. Thomas F. Mulledy en est le premier président et supervise la construction de son premier bâtiment.
Holy Cross figure systématiquement parmi les meilleures universités américaines selon les sondages organisés par les U.S. News & World Report, Forbes ("America's Top Colleges"), Barron's et Washington Monthly et a été incluse parmi les "Hidden Ivies" pour la rigueur de son programme académique et un taux d'acceptation comparable aux écoles de la Ivy League dans le guide "The Hidden Ivies, 3rd Edition: 63 of America's Top Liberal Arts Colleges and Universities", publié en 2016.

## Personnalités
Le Holy Cross College compte parmi ses anciens étudiants des personnalités aussi diverses que :
- Patrick Robert Guiney (en) (1835-1877) brigadier général des forces de l'Union, père  de l'écrivaine Louise Imogen Guiney,
- Robert P. Casey (1932-2000),  gouverneur et sénateur démocrate de Pennsylvanie et son fils, Bob Casey, Jr. (1960), sénateur démocrate de Pennsylvanie
- Bob Cousy (1928), joueur de basket-ball
- Matthew Harkins (1845-1921), évêque de Providence
- Tom Heinsohn (1934), joueur de basket-ball
- William J. McDonough (1934-2018), président de la Réserve fédérale de New York
- Clarence Thomas (1948), membre de la Cour suprême des États-Unis
- Joseph Murray, lauréat du Prix Nobel 1990 de Médecine
- Anthony Fauci, immunologiste et Directeur du National Institute of Allergy and Infectious Diseases (NIAID)
- James Collins (en), bio-ingénieur
- Edward P. Jones, écrivain et lauréat du prix Pulitzer 2004
- Joe McGinniss (en), auteur de plusieurs œuvres dont The Selling of the President 1968, Fatal Vision,...
- Billy Collins, poète officiel des États-Unis 2001-2003
- Jon Favreau, rédacteur des discours du président américain Barack Obama
- Chris Matthews, animateur de l'émission télévisée MSNBC's Hardball with Chris Matthews
- Mark Kennedy Shriver (en), vice-président et directeur général de Save the Children et membre de la famille Kennedy.